# Campionato mondiale di hockey su ghiaccio 1954
Il 21º Campionato mondiale di hockey su ghiaccio, valido anche come 32º campionato europeo di hockey su ghiaccio, si tenne nel periodo fra il 26 febbraio e il 7 marzo 1954 per la seconda volta nella città di Stoccolma, in Svezia, dopo l'edizione svoltasi nel 1949. Al via si presentarono otto squadre, con il ritorno del Canada e l'assenza degli Stati Uniti, ma soprattutto con l'esordio internazionale dell'Unione Sovietica, nazionale che già da alcuni anni aspettava il momento più opportuno per esordire nei campionati mondiali. Il torneo si disputò in un unico girone all'italiana, con gare di sola andata, e la classifica a punti attribuì le medaglie. Dopo tre anni consecutivi non si disputò alcun Torneo B.
A sorpresa l'Unione Sovietica, oltre al primo successo continentale, conquistò il primo di una lunga serie di titoli mondiali, terminando imbattuto il torneo dopo aver superato anche il Canada, giunto al secondo posto, mentre la medaglia di bronzo fu vinta dalla Svezia, padrona di casa.

## Girone finale
| Stoccolma 26 febbraio 1954, ore 13:00 | Cecoslovacchia | 7 – 1 (3-1; 1-0; 3-0) | Svizzera | Olympiastadion |

| Stoccolma 26 febbraio 1954, ore 17:00 | Unione Sovietica | 7 – 1 (2-0; 3-1; 2-0) | Finlandia | Östermalms Idrottsplats |

| Stoccolma 26 febbraio 1954, ore 21:00 | Svezia | 10 – 1 (3-0; 4-0; 3-1) | Norvegia | Olympiastadion |

| Stoccolma 27 febbraio 1954, ore 13:00 | Cecoslovacchia | 9 – 4 (2-0; 4-0; 3-4) | Germania Ovest | Olympiastadion |

| Stoccolma 27 febbraio 1954, ore 17:00 | Unione Sovietica | 7 – 0 (2-0; 4-0; 1-0) | Norvegia | Östermalms Idrottsplats |

| Stoccolma 27 febbraio 1954, ore 21:00 | Canada | 8 – 1 (3-0; 2-0; 3-1) | Svizzera | Olympiastadion |

| Stoccolma 28 febbraio 1954, ore 13:00 | Svezia | 5 – 3 (0-0; 2-2; 3-1) | Finlandia | Olympiastadion |

| Stoccolma 28 febbraio 1954, ore 17:00 | Canada | 8 – 0 (4-0; 2-0; 2-0) | Norvegia | Östermalms Idrottsplats |

| Stoccolma 28 febbraio 1954, ore 21:00 | Germania Ovest | 3 – 3 (3-2; 0-1; 0-0) | Svizzera | Olympiastadion |

| Stoccolma 1º marzo 1954, ore 13:00 | Cecoslovacchia | 12 – 1 (3-0; 4-1; 5-0) | Finlandia | Olympiastadion |

| Stoccolma 1º marzo 1954, ore 17:00 | Unione Sovietica | 6 – 2 (1-0; 1-1; 4-1) | Germania Ovest | Östermalms Idrottsplats |

| Stoccolma 1º marzo 1954, ore 21:00 | Svezia | 0 – 8 (0-3; 0-3; 0-2) | Canada | Olympiastadion |

| Stoccolma 2 marzo 1954, ore 13:00 | Finlandia | 2 – 0 (0-0; 1-0; 1-0) | Norvegia | Östermalms Idrottsplats |

| Stoccolma 2 marzo 1954, ore 17:00 | Unione Sovietica | 5 – 2 (1-1; 2-1; 2-0) | Cecoslovacchia | Olympiastadion |

| Stoccolma 2 marzo 1954, ore 21:00 | Svezia | 6 – 3 (3-1; 3-2; 0-0) | Svizzera | Olympiastadion |

| Stoccolma 3 marzo 1954, ore 13:00 | Cecoslovacchia | 7 – 1 (4-0; 0-0; 3-1) | Norvegia | Olympiastadion |

| Stoccolma 3 marzo 1954, ore 17:00 | Canada | 8 – 1 (2-0; 2-0; 4-1) | Germania Ovest | Östermalms Idrottsplats |

| Stoccolma 3 marzo 1954, ore 21:00 | Unione Sovietica | 4 – 2 (0-0; 2-1; 2-1) | Svizzera | Olympiastadion |

| Stoccolma 4 marzo 1954, ore 13:00 | Canada | 20 – 1 (7-0; 8-1; 5-0) | Finlandia | Olympiastadion |

| Stoccolma 4 marzo 1954, ore 17:00 | Norvegia | 3 – 2 (1-0; 0-1; 2-1) | Svizzera | Östermalms Idrottsplats |

| Stoccolma 4 marzo 1954, ore 21:00 | Svezia | 4 – 0 (1-0; 3-0; 0-0) | Germania Ovest | Olympiastadion |

| Stoccolma 5 marzo 1954, ore 13:00 | Germania Ovest | 5 – 1 (2-0; 1-0; 2-1) | Finlandia | Östermalms Idrottsplats |

| Stoccolma 5 marzo 1954, ore 17:00 | Canada | 5 – 2 (3-1; 0-1; 2-0) | Cecoslovacchia | Olympiastadion |

| Stoccolma 5 marzo 1954, ore 21:00 | Svezia | 1 – 1 (0-0; 0-0; 1-1) | Unione Sovietica | Olympiastadion |

| Stoccolma 6 marzo 1954, ore 13:00 | Svizzera | 3 – 3 (1-1; 2-0; 0-2) | Finlandia | Östermalms Idrottsplats |

| Stoccolma 6 marzo 1954, ore 17:00 | Svezia | 4 – 2 (1-2; 2-0; 1-0) | Cecoslovacchia | Olympiastadion |

| Stoccolma 7 marzo 1954, ore 9:45 | Germania Ovest | 7 – 1 (3-0; 2-0; 2-1) | Norvegia | Östermalms Idrottsplats |

| Stoccolma 7 marzo 1954, ore 15:00 | Unione Sovietica | 7 – 2 (4-0; 3-1; 0-1) | Canada | Olympiastadion |

| Pos. | | PG | V | N | P | GF | GS | DR  | Pt |
| 1.   | [[File: Flag of the Soviet Union (1936 – 1955).svg\|class=noviewer\| Unione Sovietica (bandiera)\|border\|20x16px]] [[Nazionale maschile di hockey su ghiaccio dell' Unione Sovietica\| Unione Sovietica]] | 7  | 6 | 1 | 0 | 37 | 10 | +27 | 13 |
| 2.   | Canada | 7  | 6 | 0 | 1 | 59 | 12 | +47 | 12 |
| 3.   | Svezia | 7  | 5 | 1 | 1 | 30 | 18 | +12 | 11 |
| 4.   | Cecoslovacchia | 7  | 4 | 0 | 3 | 41 | 21 | +20 | 8  |
| 5.   | Germania Ovest | 7  | 2 | 1 | 4 | 22 | 32 | -10 | 5  |
| 6.   | Finlandia | 7  | 1 | 1 | 5 | 12 | 52 | -40 | 3  |
| 7.   | Svizzera | 7  | 0 | 2 | 5 | 15 | 34 | -19 | 2  |
| 8.   | Norvegia | 7  | 1 | 0 | 6 | 6  | 43 | -37 | 2  |

## Graduatoria finale
| Pos | Squadra |
| --- | --- |
|     | [[File: Flag of the Soviet Union (1936 – 1955).svg\|class=noviewer\| Unione Sovietica (bandiera)\|border\|20x16px]] [[Nazionale maschile di hockey su ghiaccio dell' Unione Sovietica\| Unione Sovietica]] |
|     | Canada |
|     | Svezia |
| 4   | Cecoslovacchia |
| 5   | Germania Ovest |
| 6   | Finlandia |
| 7   | Svizzera |
| 8   | Norvegia |

| Campione del mondo di hockey su ghiaccio 1954 |
| Unione Sovietica 1º titolo                    |

| Pos | Squadra | Formazione |
| --- | --- | --- |
|     | [[File: Flag of the Soviet Union (1936 – 1955).svg\|class=noviewer\| Unione Sovietica (bandiera)\|border\|40x40px]] [[Nazionale maschile di hockey su ghiaccio dell' Unione Sovietica\| Unione Sovietica]] | Nikolaj Pučkov, Grigorij Mkrtyčan, Pavel Žiburtovič, Dimitrij Ukolov, Al'fred Kučevskij, Aleksandr Vinogradov, Henrich Sidorenko, Vsevolod Bobrov, Viktor Šuvalov, Jevgenij Babič, Jurij Krylov, Alexandr Uvarov, Valentin Kuzin, Michail Byčkov, Alexej Guryšev, Nikolaj Chlystov, Alexandr Komarov |
|     | Canada | Don Lockhardt, Gavin Linsday, Russel Robertson, Harold Fiskari, Douglas Chapman, Thomas Campbell, Tom Jamieson, William Shill, Eric Unger, William Sluce, Maurice Galand, Norman Gray, Earl Clemens, John Scott, Robert Kennedy, John Petro, George Sayliss                                          |
|     | Svezia | Hans Isaksson, Tord Flodqvist, Åke Andersson, Göte Almqvist, Ake Lassas, Sven Thunamn, Lars Björn, Holger Nurmela, Stig Carlsson, Erik Johansson, Stig Tvilling, Gösta Johansson, Rolf Petersson, Sven Tumba Johansson, Hans Oeberg, Göte Blomqvist                                                  |

### Riconoscimenti
Riconoscimenti individuali
| Premio             | Giocatore |
| ------------------ | --- |
| Miglior portiere   | Don Lockhardt |
| Miglior difensore  | Lars Björn |
| Miglior attaccante | [[File: Flag of the Soviet Union (1936 – 1955).svg\|class=noviewer\| Unione Sovietica (bandiera)\|border\|20x16px]] Vsevolod Bobrov |

## Campionato europeo

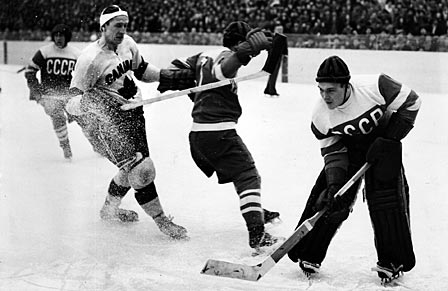
Fase della partita Unione Sovietica-Canada, vinta sorprendentemente dai sovietici per 7-2.

Il torneo fu valido anche per il 32º campionato europeo e venne utilizzata la graduatoria finale del campionato mondiale per determinare le posizioni del torneo continentale; la vittoria andò per la prima volta all'Unione Sovietica, vincitrice del mondiale.
| Pos | Squadra |
| --- | --- |
|     | [[File: Flag of the Soviet Union (1936 – 1955).svg\|class=noviewer\| Unione Sovietica (bandiera)\|border\|20x16px]] [[Nazionale maschile di hockey su ghiaccio dell' Unione Sovietica\| Unione Sovietica]] |
|     | Svezia |
|     | Cecoslovacchia |
| 4   | Germania Ovest |
| 5   | Finlandia |
| 6   | Svizzera |
| 7   | Norvegia |